# إيزابيل بينهام
إيزابيل بينهام (بالإنجليزية: Isabel Benham)‏ هي سيدة أعمال أمريكية، ولدت في 4 أغسطس 1909، وتوفيت في 18 مايو 2013.